# Wolfram Morath-Vogel
Wolfram Morath-Vogel (* 1. März 1956 in Neustadt im Schwarzwald, Baden-Württemberg) ist ein deutscher Kunsthistoriker.

## Leben
Morath studierte Kunstgeschichte, Philosophie und Neuere deutsche Literaturwissenschaft in Freiburg im Breisgau, München und Gießen. Von 1997 bis 2000 war er Direktor des Salzburg Museums. Nach seiner Promotion arbeitete er unter anderem über die Künstler Regine Bonke, Uta Feiler, Max Weiler und Erik Niedling.
2000 wurde er von der Stadt Erfurt zum Direktor des Angermuseums ernannt. Er bemühte sich, das Profil der Sammlungen, die aufgrund der nationalsozialistischen Kulturpolitik zahlreiche Meisterwerke des Expressionismus und der klassischen Moderne verloren hatte, durch gezielte Neuerwerbungen zu stärken, darunter ein Gemälde von Carl Schuch und Zeichnungen von Friedrich Preller und Friedrich Nerly.
2005–2007 wurde das Angermuseum durchgreifend umgebaut. Die Ausstellung wurde unter seiner Leitung neu konzipiert und 2010 wiedereröffnet. 2011 schied Morath-Vogel nach Auseinandersetzungen mit der Stadt Erfurt aus dem Amt und wurde in die Kulturverwaltung versetzt.
Morath-Vogel ist zudem Vorstandsmitglied des Morat-Instituts für Kunst und Kunstwissenschaft in Freiburg in Breisgau.

## Ausstellungsprojekte
- 2004: Exil und Moderne
- 2010: Natalja Gontscharowa
- 2010: Erik Niedling

## Veröffentlichungen
- Regine Bonke – Die Irritation der Harmonie. Katalog. Lübeck 1993.
- Ursprung Zivilisation. Mit dem Saarländischen Künstlerhaus, GEDOK Haus Lübeck und Regine Bonke. 1995.
- Uta Feiler – Schmuck und Objekte. Mit Thomas M. Franke, Horst Feiler und Dieter Demme. Erfurt 2001.
- Als alle Dinge…: Der Meister-Eckhart-Zyklus. Mit Max Weiler und Franz Schachinger. Erfurt 2003.
- Exil und Moderne. Mit Sabine Eckmann, Beate Kemfert. Edition Braus, 2004.
- Dem Auge ein Fest: Die Schenkung Rudolf und Ilse Franke. Mit Günter Feist, Inga Kästner, Cornelia Nowak und Kai Uwe Schierz. Erfurt 2005.
- Erik Niedling: Fotografien /Photographs. Mit Ute Noll, Kai Uwe Schierz und Erik Niedling von Schaden und Schaden. 2006.
- Wunder über Wunder: Wunderbares und Wunderliches im Glauben, in der Natur und in der Kunst. Mit Ute Ackermann, Thomas Bouillon, Andreas Dobler und Susanne Knorr von Kerber. 2007.
- Rudolf Franke – Findungen: Farblinolschnitte und Zeichnungen. Mit Ilse Franke, Cornelia Nowak. Erfurt 2008.
- Friedrich Nerly: Zum 200. Geburtstag. Römische Tage – Venezianische Nächte. Erfurt 2008.
- Zwischen Avantgarde und Anpassung. Der Erfurter Kunstverein: Eine Dokumentation von 1886 bis 1945. Mit Beiträgen zur Geschichte „Museumsgemeinde zu Erfurt“ mit Cornelia Nowak, Ruth Menzel, Eduard von Hagen und Ernst Herrbach. Erfurt 2009.